# DAF XF 95 / DAF XF 105
Der DAF XF95 und DAF XF105 sind Lkw-Modelle des niederländischen Herstellers DAF, die seit 2003 produziert wurden.

## DAF XF95 2003–2006

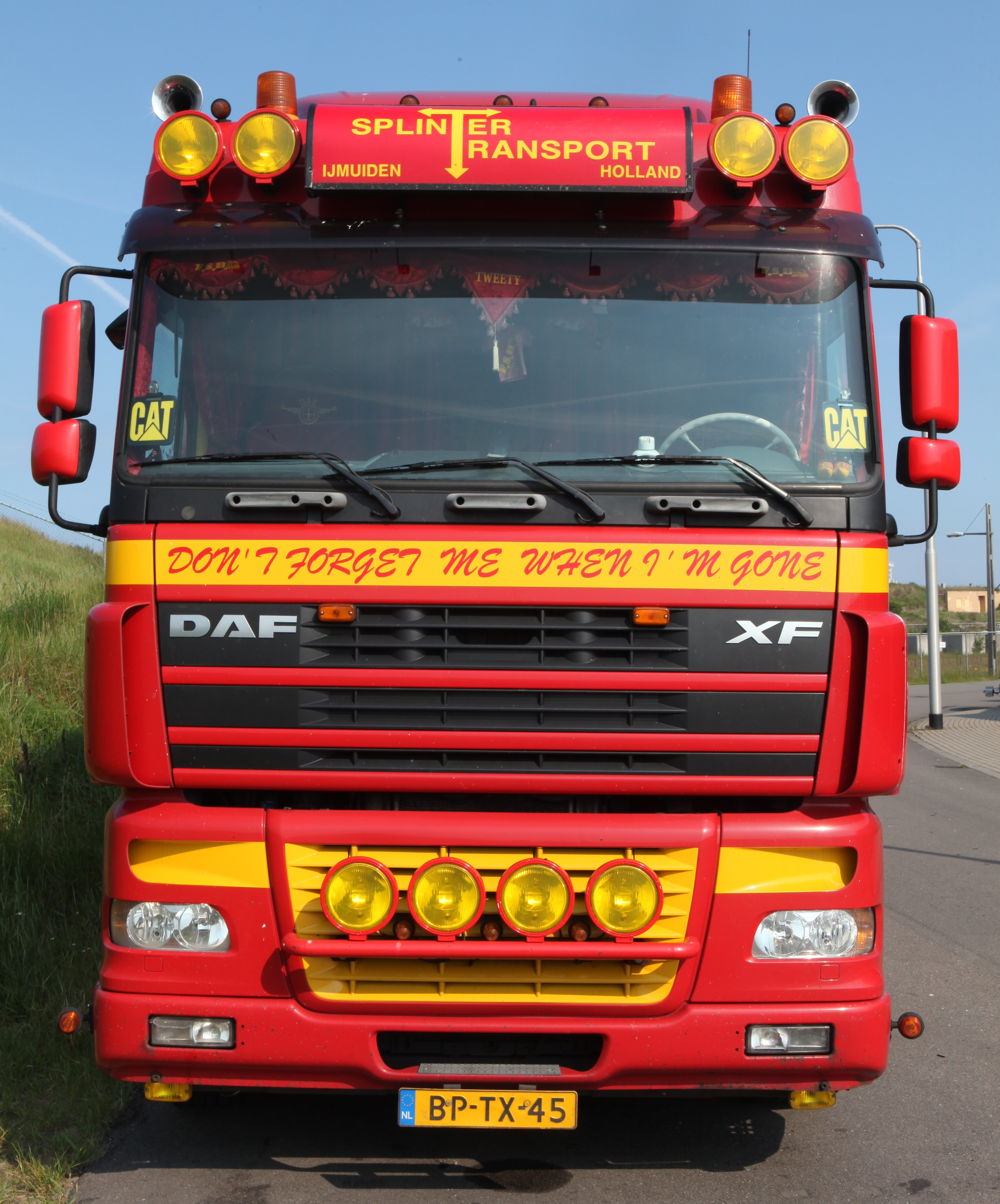
DAF XF95 430

Das Modell XF95 trat 2003 die Nachfolge des DAF 95XF an und wurde bis 2006 gebaut. Im Großen und Ganzen wurde das Führerhaus des 95XF übernommen, aber äußerlich überarbeitet. Im Inneren gab es einige Neuerungen, wie z. B. einen Kühlschrank. Außerdem wurden die Motoren überarbeitet. Das Modell war mit einer Leistung von 380, 430, 480 oder 530 PS lieferbar.

## DAF XF 105 seit 2005
Seit 2005 wird der XF 105 produziert, der 2005 erstmals mit einer SuperSpaceCab-Kabine des XF 95 eingeführt wurde. Das SuperSpaceCab ist das größtmögliche Fahrerhaus in Europa und unterscheidet sich in der Innenausstattung von den übrigen Kabinen.
Der DAF XF 105 hatte einen neuen Reihen-Sechszylinder-Turbodieselmotor mit 12,9 Litern Hubraum, 4 Ventilen pro Zylinder, Ladeluftkühlung und SCR-Technik von Paccar mit 510 PS, der die Abgasnorm Euro 5 erfüllte. Das Design wurde gegenüber dem Modell XF 95 verändert. 2006 wurde der DAF XF 105 zum Truck of the Year 2007 gewählt. Ab 2007 ersetzte der XF 105 auch den XF 95. Seither ist der Motor auch mit 410 PS und 460 PS verfügbar. Alle Motoren sind als EEV und mit dem AS Tronic-Automatikgetriebe von ZF erhältlich, kombiniert mit einem Intarder. Weiterhin kann aus einer Palette von 14 zwei- bis vierachsigen Fahrgestellen gewählt werden, von denen sieben für Sattelzugmaschinen vorgesehen sind.
Der XF 105 ist mit den Kabinen
- Space Cab – Fahrerhausinnenhöhe 1885 mm, obere Liegefläche 2050 × 600 mm und
- Super Space Cab – Fahrerhausinnenhöhe 2255 mm, obere Liegefläche 2000 × 700 mm

erhältlich. Die Breite (2490 mm) und Länge (2250 mm) der Kabine unterscheiden sich nicht. Ebenfalls gleich ist die Größe der unteren Liege mit 2010 × 810 mm.
Seit 2013 bietet DAF das Nachfolgemodell DAF XF an. Der XF 105 wird aber vorerst noch parallel zum neuen Modell als Limited Edition weiterproduziert und angeboten.

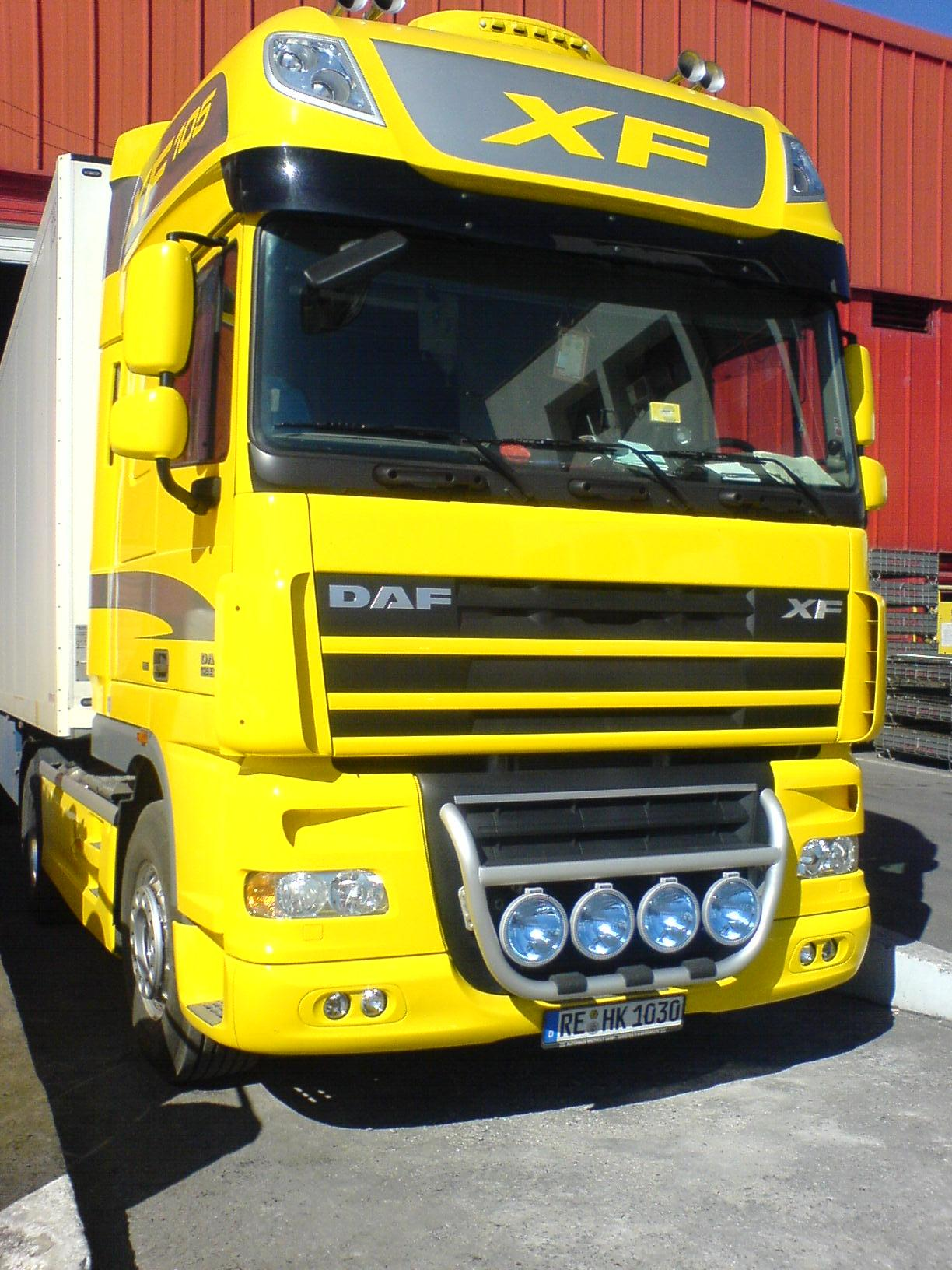
DAF XF105 mit Super Space Cab
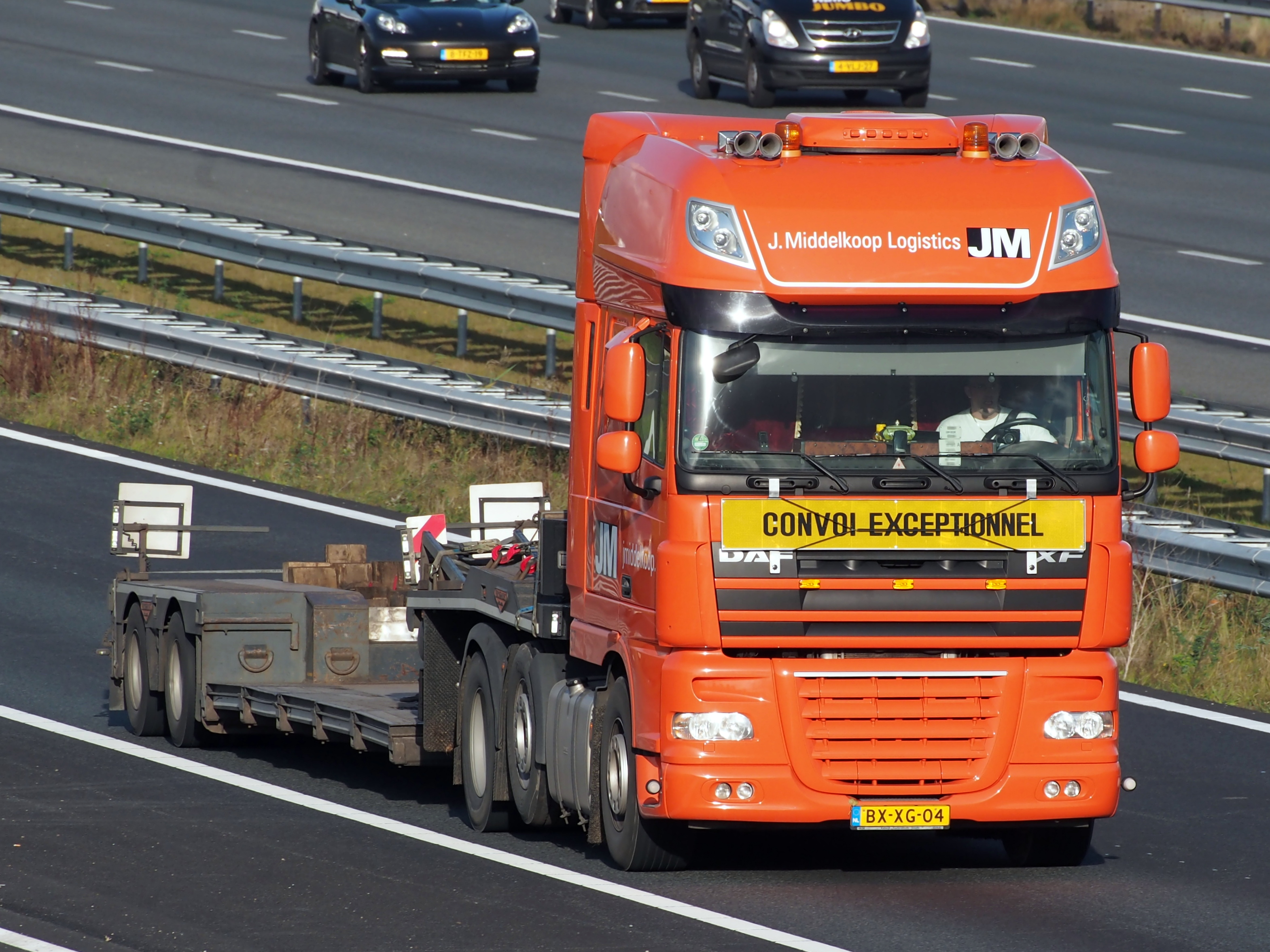
DAF XF mit Schwerlastauflieger
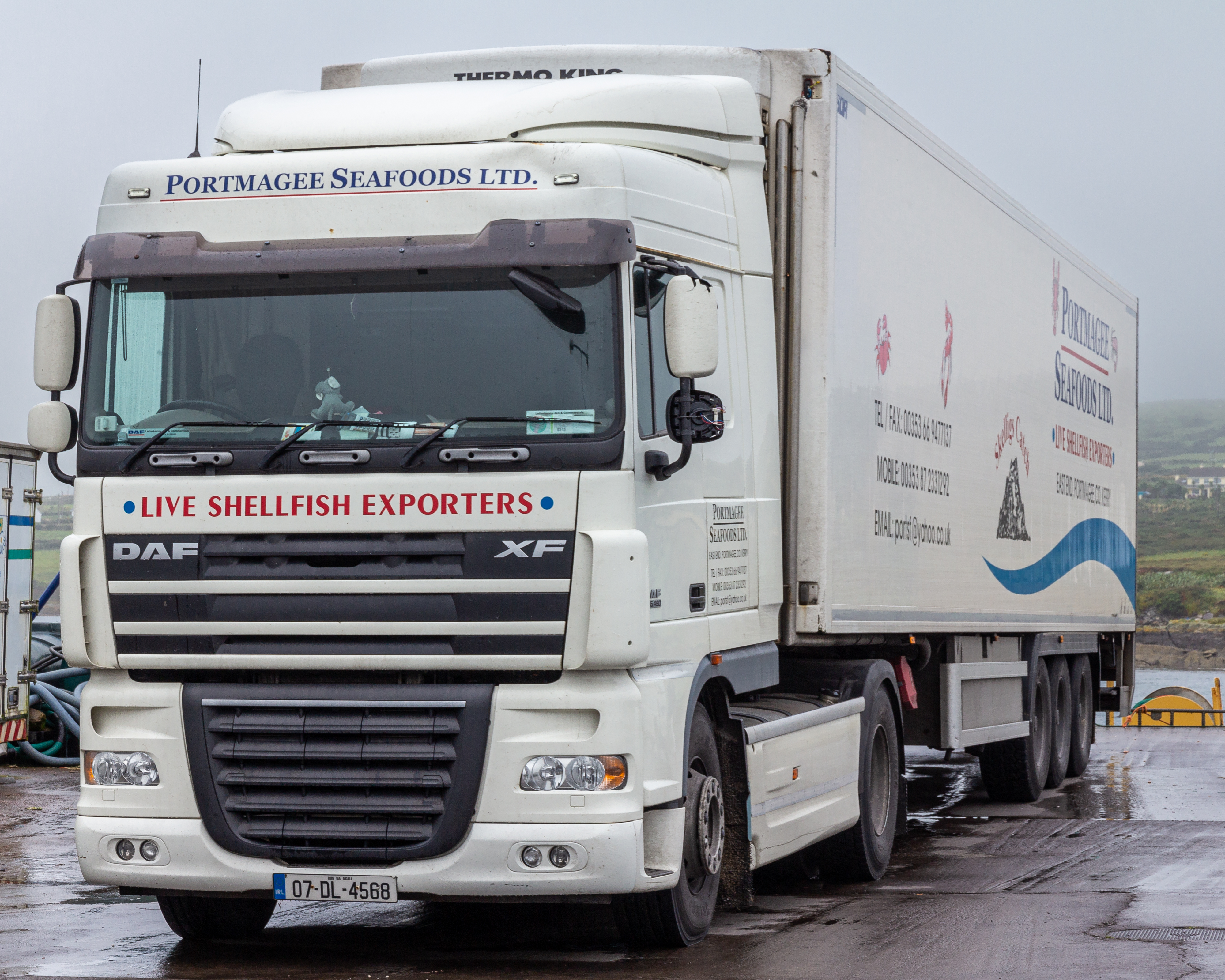
DAF XF Rechtslenker
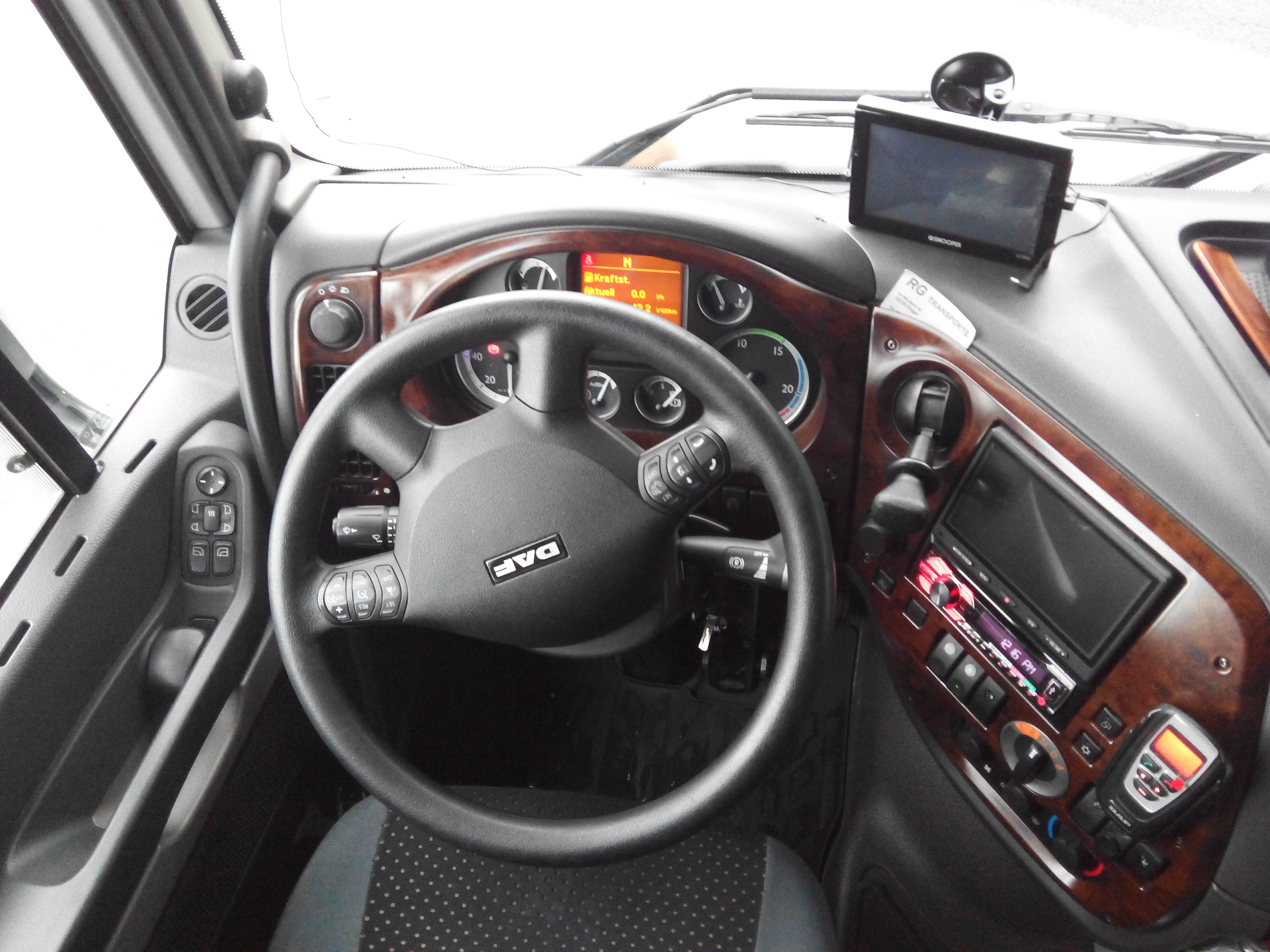
Arbeitsplatz des Fahrers

## DAF XFC
Der DAF XFC war eine von dem niederländischen Designstudio Xtreme Future Concept stammende Konzeptstudie.

### Technische Daten XFC
| Hubraum:               | 12.580 cm³      |
| Leistung:              | 390 kW (530 PS) |
| Zylinder:              | 6               |
| Höchstgeschwindigkeit: | 90 km/h         |
| Länge:                 | 6,30 m          |